# Mp3PRO
mp3PRO è un formato di compressione audio derivato da mp3 rilasciato dalla Thomson e dalla Fraunhofer nell'anno 2001. Proposto inizialmente come successore dell'mp3, lo standard non si è mai affermato. RCA, l'unica azienda ad aver prodotto dei lettori compatibili con l'mp3PRO, ha attualmente abbandonato questo formato.

## Compressione audio
Come per il classico formato mp3, anche la sua evoluzione, mp3PRO, consiste in una compressione lossy, dunque avviene la perdita di alcune informazioni relative al suono a vantaggio del minor spazio occupato dal file audio.
Già con il precedente formato mp3 venivano rimosse diverse informazioni non necessarie dai file quali, ad esempio, le frequenze fuori dalla portata dell'orecchio umano, effetti di mascheramento e comunque suoni poco udibili dall'orecchio umano in condizioni standard.
La compressione mp3PRO utilizza l'algoritmo di compressione del suo predecessore MPEG-1 Layer III, utilizzandolo però esclusivamente sulle frequenze più basse (circa fino ai 7000 Hz), ed implementando un'altra tecnologia per quelle più alte, che sono alcune delle principali note dolenti (nel vero senso della parola) del formato mp3.
La compressione delle frequenze più alte avviene mediante un algoritmo chiamato Spectral Band Replication (SBR) di cui non si sa molto in quanto custodito dalle due aziende che ne detengono i diritti, ovvero la Thomson e la Fraunhofer. Le poche informazioni relative a questa tecnologia di compressione fanno comunque capire come avviene, a grandi linee, il risparmio di spazio occupato dal file, soprattutto relativamente alle alte frequenze. In pratica, la maggior parte delle informazioni relative ai suoni con frequenze maggiori di 7KHz non vengono scritte all'interno del file stesso, ma in fase di riproduzione della traccia audio vengono ricostruite quasi totalmente dal software che riproduce il suono sulla base delle frequenze più basse.

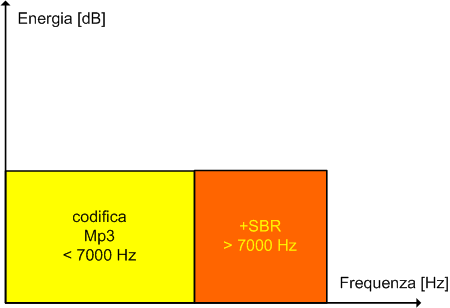
Grafico delle frequenze compresse nel formato mp3PRO

### Effettivo guadagno in fatto di qualità e dimensione
Trattandosi di audio, non vi può essere certezza su quale formato sia effettivamente migliore in fatto di qualità del suono in rapporto alla dimensione del file generato.
Coding Technologies afferma che un file audio generato in formato mp3 con velocità di trasmissione 128Kbits equivale ad un file in formato mp3PRO generato a 64Kbps. Questo vuol dire che, avendo quasi la stessa qualità, il file in mp3PRO ha una dimensione pari a metà della stessa traccia audio in mp3. La prova non è evidentemente stata fatta mediante l'udito umano che varia di sensibilità da persona a persona, ma con dei software che mostrano graficamente lo spettro sonoro della traccia (prova meno attendibile rispetto alla prova uditiva ma sicuramente più oggettiva). Nella realtà, le cose sono leggermente diverse: con un ascolto attento ed un buon orecchio, un mp3PRO a 96 kbps si attesta come qualità attorno ai 140-150kbps di un mp3, suonando nel contempo in modo meno "dinamico" e più "secco".

### Compatibilità con lettori di file mp3
Un altro punto di forza del formato mp3PRO sta nella compatibilità con il formato mp3 originale. In pratica il software ed i dispositivi in grado di leggere i normali file mp3 riescono a riprodurre anche un file mp3PRO, con un risultato però di qualità notevolmente più bassa, ossia quella equivalente ad un mp3 di pari bitrate (quindi, un file mp3PRO a 64kbit/s ascoltato con un lettore mp3 standard risulterà qualitativamente simile ad un file mp3 da 64kbit/s).

## Encoder e Player
Attualmente il progetto mp3PRO è fermo e non sono previsti aggiornamenti, per questo il formato mp3PRO è poco considerato anche dai software più recenti. Per provare ugualmente un file in questo formato si può utilizzare il semplice e gratuito player-encoder disponibile nella pagina ufficiale del progetto mp3PRO (disponibile in fondo alla pagina).
Per i più interessati, è inoltre possibile provare l'mp3PRO nella versione demo di Ahead Nero, che contiene opzioni avanzate come il bit rate variabile e lo Stereo LC (detto anche LC Stereo, Low Complexity Stereo).